# Fegley-Gletscher
Der Fegley-Gletscher ist ein Gletscher in der antarktischen Ross Dependency. In der Holland Range fließt rund 8 km nördlich des Mount Allen Young in den Lennox-King-Gletscher. 
Das Advisory Committee on Antarctic Names benannte ihn 1966 nach Leutnant Charles E. Fegley III. (* 1935), einem Mitglied des Ingenieurkorps der United States Navy, der während der Operation Deep Freeze im Jahr 1964 Hauptverantwortlicher war für den Betrieb eines Kernreaktors auf der McMurdo-Station.